# گیشکور
گیشکور (به انگلیسی: Gishkaur) یک شهرک در پاکستان است که در شهرستان آواران واقع شده‌است.